# Сорокина
Соро́кина (рос. Сорокина) — присілок у складі Омутинського району Тюменської області, Росія.
Населення — 40 осіб (2010, 62 у 2002).
Національний склад станом на 2002 рік:
- росіяни — 66 %
- казахи — 32 %